# Люфенгпітек
Люфенгпітек (Lufengpithecus) — рід вимерлих у міоцені азійських людиноподібних мавп, споріднених із сівапітеком та орангутаном. Входить до підтриби Сівапітецина (Sivapithecina), триби Pongini, підродини Гомініни (Homininae) у родині Гомініди (Hominidae). До знахідки виду Хорапітек пиріай, люфенгпітек вважався головним претендентом на роль предка орангутана. Відомі три види: Lufengpithecus lufengensis (Xu et al., 1978), Lufengpithecusi keiyuanensis (Woo, 1957), Lufengpithecusi hudienensis (Zhang et al., 1987). Класифікація за McKenna, Goodman і молекулярним даними.

## Характеристики
У той час як люфенгпітек зазвичай вважається більшістю західних оглядачів примітивним представником понгін, китайські вчені відзначили ряд особливостей, які найбільше нагадують представника гомінін. Вони включають в себе широкі міжочні лобні пазухи, і ряд стоматологічних подібностей. Крім того, краніальні й посткраніальні рештки вказують, що він, можливо, мав адаптації для значного ступеня прямоходіння.
Можливо споріднений з ними вид із Таїланду недавно був визначений як новий рід і вид Khoratpithecus chiangmuanensis. Цей вид відомий тільки за своїми зубами. Маючи вік у 10 млн років, він може бути предком пізніших Pongo. У 2004 році була знайдена нижня щелепа і зуби Khoratpithecus piriyai, що датується від 9 до 7 млн років тому. Вони були описані як потенційний предок орангутана.
6 вересня 2013 — команда дослідників виявила череп викопної мавпи у Shuitangba, міоценовому місцезнаходженні у провінції Юньнань, Китай. Череп викопної мавпи Lufengpithecus досліджений членом команди Ніною Яблонскі (заслужений професор антропології в Університеті штату Пенсильванія).